# Arsène Valette des Hermaux
Louis-Alexis-Arsène Valette des Hermaux (quelquefois orthographié Valette-Deshermeaux), dit le baron des Hermaux, né à Marvejols (Lozère) le 24 août 1795 et mort à Rochefort-sur-Mer (Charente-Maritime) le 22 février 1868, est un magistrat puis avocat et homme politique français du XIXe siècle.

## Biographie
Arsène Valette des Hermaux est issu d'un famille bourgeoise de Saint-Laurent-d'Olt anoblie par charge au XVIIIe siècle d'après le vicomte de Lescure dans son Armorial du Gévaudan . En 1744, son grand-père Alexis-Antoine Valette (1714-17..), avocat en Parlement puis capitoul de Toulouse (1766), a fait l'acquisition auprès de Jean-Antoine de Rachas de la terre des Hermaux, qui faisait auparavant partie de la baronnie gévaudanaise de Canillac. Le père d'Arsène, Louis-Ignace-Augustin Valette des Hermaux (1751-18..), également avocat, a publié une pièce de théâtre intitulée Tamerlan (puis Clorinde et Altmore). Arsène est le frère aîné du colonel Marie-Jean-Baptiste-Marcelin Valette des Hermaux (1803-1864).
Jeune magistrat, Arsène Valette des Hermaux succède à son père comme procureur du roi au tribunal de première instance de Mende le 9 avril 1823. Légitimiste, il démissionne après les Trois Glorieuses et devient avocat. Entre 1833 et 1847, il représente le canton de Saint-Germain-du-Teil au conseil général de la Lozère, dont il appartient notamment à la commission des finances.
Le 25 janvier 1834, à l'occasion d'une élection législative partielle causée par la démission de Marc-Antoine du Cayla de Montblanc, Valette des Hermaux est élu député du 3e collège électoral de la Lozère (Marvejols), par 105 voix sur 190 votants et 218 inscrits, contre 84 voix à l'orléaniste Brun de Villeret, ancien député. Défavorable au régime, cette élection manque d'être invalidée le 1er mars sur proposition d'Alexandre Pataille car l'avocat avait été rayé des listes électorales du département l'année précédente. Il est finalement admis par 140 voix contre 132. Il est réélu, le 21 juin 1834, par 104 voix sur 195 votants et 216 inscrits, contre 90 voix à M. Vidal.
À la Chambre, Valette des Hermaux siège à droite, à côté de Lamartine, avec lequel il tente de créer le Parti social. Fidèle à ses opinions légitimistes, il se déclare favorable à une pétition demandant la mise en liberté des anciens ministres de Charles X (7 mars 1834). Dans la discussion de la loi contre les associations (22 mars), il demande en vain que les infractions soient déférées au jury pour les associations ayant un but politique. Le 9 mai, il prend part au débat sur la répartition de la rétribution universitaire. La même année, il prononce un discours au sujet d'un projet de loi contre les barricades. Après la fin de son second mandat, en 1837, il se retire de la scène politique nationale.
Vers les années 1850, il s'installe définitivement à Rochefort-sur-Mer, où il résidait déjà par intermittence depuis la Restauration, et dont il préside le comice agricole ainsi que la société des secours mutuels.
En 1863, Lamartine a écrit à son sujet : « M. Deshermeaux [sic], qui vit encore et qui m'est resté cordialement attaché, quoique absent depuis tant d'années de l'Assemblée dont il se retira trop tôt, était de ce petit nombre d'hommes qui ont assez d'indépendance pour savoir rester seuls, assez de talent pour se faire leur place à eux-mêmes, assez de vertu publique pour braver du haut de leur conscience les colères et les mépris des partis qui n'ont de force que leur nombre et qui ne savent que dénigrer ou applaudir ceux qu'ils sont incapables de comprendre et indigne d'imiter ».